# Tremopora dendracantha
Tremopora dendracantha is een mosdiertjessoort uit de familie van de Hiantoporidae. De wetenschappelijke naam van de soort is voor het eerst geldig gepubliceerd in 1890 door Ortmann.